# Ayuntamiento de Rennes
El ayuntamiento de Rennes (en francés: Hôtel de Ville de Rennes) es la sede del ayuntamiento de la localidad francesa de Rennes, capital de la región de Bretaña y del departamento de Ille y Vilaine. El edificio fue designado monumento histórico por el gobierno francés en 1962.

## Historia
El edificio fue encargado por el ayuntamiento, dirigido por Toussaint-François Rallier du Baty, como parte de un plan maestro, preparado por Isaac Robelin, para reconstruir muchos edificios en Rennes después de un grave incendio que arrasó gran parte de la ciudad en 1720. El lugar elegido estaba en el lado oeste de una plaza de nueva creación, la Place de la Mairie. La primera piedra del nuevo edificio se colocó el 12 de abril de 1734. El arquitecto principal fue Jacques Gabriel en estilo barroco, construido en piedra sillar y terminado en 1743.
Gabriel decidió romper con el pasado y crear un nuevo edificio digno del Siglo de las Luces. El diseño consta de dos alas claramente diferencias, una situada al sur que albergaba el consejo y otra al norte que albergaba un tribunal, con un campanario de tres niveles en el centro. Las alas tienen tres pisos de altura y el tramo central de cada ala presenta una puerta flanqueada por columnas de orden dórico que sostienen un balcón; hay una puerta francesa en el primer piso flanqueada por pilastras que sostienen un frontón. El primer cuerpo del campanario contenía una estatua de Luis XV, que fue destruida durante la Revolución francesa, flanqueada por pares de columnas que sostenían un frontón. La estatua del monarca fue creada en honor a su apoyo en la reconstrucción de la ciudad tras el devastador incendio de 1720. Los pisos superiores de la torre forman un campanario y están rematados con una pequeña cúpula y un fastigio.
De 1840 a 1855, la Facultad de Ciencias de la Universidad de Rennes estuvo situada en el ala norte y acogió a académicos como el profesor de química Faustino Malaguti. Emmanuel Le Ray reformó el edificio a principios del siglo XX y creó el Panteón Renés, un monumento conmemorativo a las víctimas de la Primera Guerra Mundial. En el techo están inscritos los nombres de grandes generales franceses, aunque se ha eliminado el nombre de Philippe Pétain, por su papel durante la Segunda Guerra Mundial como jefe de Estado de la Francia colaboracionista de Vichy.
El nicho donde se encontraba la estatua de Luis XV fue ocupado posteriormente por una escultura de Jean Boucher de Ana de Bretaña, la última soberana gobernante del ducado de Bretaña, que se casó con Carlos VIII de Francia. El 7 de agosto de 1932, durante las celebraciones del 400 aniversario de la Unión de Bretaña y Francia, fue destruida por una bomba colocada por nacionalistas bretones; desde entonces el pedestal permanece vacío.